# Annexe du siège central du Crédit lyonnais
L'annexe du siège central du Crédit lyonnais est un immeuble du début du XXe siècle, situé à proximité immédiate du siège central du Crédit lyonnais, au 6 de la rue Ménars dans le 2e arrondissement de Paris. 
Sa façade et sa toiture sur la rue font l’objet d’une inscription au titre des monuments historiques depuis le 30 septembre 1977.

## Histoire
La parcelle du 6 rue Ménars était louée à partir du milieu du XIXe siècle à la Compagnie des agents de change qui s'en porta acquéreur en 1891.
L'immeuble actuel est bâti en 1908 par l'architecte André-Félix Narjoux pour abriter des services de l'administration du Crédit lyonnais, notamment une imprimerie et la cantine.
L'intérieur de l'immeuble a été presque totalement détruit en 2013-2014 dans le cadre de la réfection qui touche les bâtiments du Crédit lyonnais de l'îlot. La façade étant classée, elle n'est pas affectée : l'immeuble est l'objet de façadisme.